# فهرست وقفه رالف براون
فهرست وقفه رالف براون (به انگلیسی: Ralf Brown's Interrupt List) یا RBIL فهرست جامعی از وقفه‌ها، رابط‌ها، فراخوان‌ها، ساختمان‌های داده، آدرس‌های حافظه و درگاه‌ها و آپکدهای پردازنده برای ماشین‌های ایکس۸۶، از اوائل دوران رایانه‌های شخصی در سال ۱۹۸۱ تا سال ۲۰۰۰ است، که بیش‌تر آن‌ها هنوز هم در رایانه‌های شخصی استفاده می‌شوند.
این فهرست سیستم‌عامل‌ها، راه‌اندازها و نرم‌افزارهای کاربردی را پوشش می‌دهد. اطلاعات مستندسازی شده و نشده آن، از جمله اشکالات، کاستی‌ها، راه‌حل‌ها، همراه با نسخه و اطلاعات مربوط به تاریخ، معمولاً با جزئیات، در متون امروزی یافت نمی‌شود. بخش اعظمی از این فهرست بایوس‌های سیستم و اطلاعات درونی سیستم‌عامل‌هایی مانند داس، اواس/۲ و مایکروسافت ویندوز را همانند تعاملات آن‌ها پوشش می‌دهد.
این پروژه نتیجۀ تحقیق و تلاش مشترک صدها نفر از مشارکت‌کنندگان سراسر جهان طی چندین سال است، که توسط رالف براون، محقق مؤسسه تکنولوژی‌های زبان دانشگاه کارنگی ملون گردآوری شده است.
این فهرست به‌طور گسترده به عنوان مرجع، توسط توسعه‌دهندگان سیستم‌های سازگار با آی‌بی‌ام و همچنین برنامه‌نویسان برنامه‌های دوران پیش از ویندوز استفاده می‌شود و به این ترتیب به عنوان یک منبع مهم در توسعه سیستم‌عامل‌های مختلف منبع‌باز، از جمله لینوکس و فری‌داس تثبیت شده است. امروزه از آن به عنوان یک مرجع برای فراخوانی‌های بایوس و به منظور توسعۀ برنامه برای داس و سایر نرم‌افزارهای سیستمی استفاده می‌شود.
ویرایش ۶۱ این فهرست در ۱۷ ژوئیه ۲۰۰۰ منتشر شد و با متن اسکی حجمی برابر ۸ مگابایت دارد که در هنگام چاپ، به بیش از ۲۵۰۰ صفحه اطلاعات فشرده تبدیل می‌شود.